# Andrew Dominik
Andrew Dominik (Wellington, 7 oktober 1967) is een in Nieuw-Zeeland geboren Australische filmregisseur en scenarist.

## Biografie
Andrew Dominik werd in 1967 in de Nieuw-Zeelandse stad Wellington geboren als Andrew Webb. Op tweejarige leeftijd verhuisde hij met zijn familie naar Australië, waar hij studeerde aan Geelong Grammar School in Geelong. Hij studeerde in 1988 af aan de filmschool van Swinburne University of Technology in Melbourne. Midden jaren 1990 veranderde hij zijn naam in Andrew Dominik.
In 1986 ontmoette Dominik bij een drugsdealer voor het eerst singer-songwriter Nick Cave. Beiden gebruikten in die periode heroïne. Omstreeks 1988 begon Dominik een relatie met Deanna Bond, de ex-vriendin van Cave en tevens de vrouw over wie de zanger het nummer "Deanna" (1988) had geschreven. Als gevolg van de relatie ontstond er telefonisch contact tussen Dominik en Cave, waarna de twee bevriend raakten. Dominik en Bond kregen samen ook een kind.
In 2010 begon Dominik een relatie met de twintig jaar jongere actrice Bella Heathcote. In 2017 werd het koppel verloofd, maar niet veel later gingen de twee uit elkaar.

## Carrière
Dominik regisseerde tijdens zijn filmstudies de korte films Andrew (1987) en Love in Vain (1989). Love in Vain ging over een jong drugskoppel en was geïnspireerd door het werk van Wim Wenders. Dominiks vriendin Deanna Bond speelde in de film een hoofdrol en Hugo Race, een oud-lid van Nick Cave and the Bad Seeds, componeerde de soundtrack.
Na zijn studies werkte Dominik in Sydney zo'n tien jaar voor Cherub Pictures, het productiebedrijf van producente Michele Bennett. Voor het productiebedrijf regisseerde hij reclamespots en muziekvideo's voor rockbands als Crowded House en The Church. Bennett produceerde in 2000 ook Dominiks debuutfilm Chopper. De film, die gebaseerd was op het leven van de Australische crimineel Mark Read, sleepte onder meer drie AACTA Awards in de wacht en betekende de grote doorbraak voor hoofdrolspeler Eric Bana.
In 2004 werkte Dominik een week mee aan de opnames van The New World (2005) van regisseur Terrence Malick. Hij maakte deel uit van de second unit, maar werd na een week ontslagen omdat hij geen lid was van de Directors Guild of America (DGA).
Als gevolg van het succes van Chopper wilden verscheidene Hollywoodsterren, waaronder Brad Pitt, met de regisseur samenwerken. Uiteindelijk werkte Dominik met Pitt samen aan The Assassination of Jesse James by the Coward Robert Ford (2007), dat door de medewerking van de acteur kon rekenen op de financiële steun van Warner Brothers. De opnames liepen af in 2005, maar omdat de studio niet tevreden was met hoe de film gemonteerd werd, ging de prent pas in 2007 in première. Ondanks de moeizame productie werd de film genomineerd voor twee Oscars.
Dominik was ook een tijd lang verbonden aan het filmproject The Killer Inside Me (2010), dat uiteindelijk geregisseerd werd door Michael Winterbottom.
Nadien werkten Dominik en Pitt samen aan de misdaadfilm Killing Them Softly (2012), een verfilming van het boek Cogan's Trade van schrijver George V. Higgins. De misdaadfilm kwam in 2012 in aanmerking voor de Palme d'Or. In 2018 werkte Dominik mee aan enkele afleveringen van de Netflix-serie Mindhunter. Voor de streamingdienst regisseerde hij ook Blonde, een biografische film over Marilyn Monroe.

## Filmografie
| Jaar | Titel                                                      | Regisseur | Scenarist |
| ---- | ---------------------------------------------------------- | --------- | --------- |
| 2000 | Chopper                                                    |           |           |
| 2007 | The Assassination of Jesse James by the Coward Robert Ford |           |           |
| 2012 | Killing Them Softly                                        |           |           |
| 2016 | One More Time with Feeling (docu)                          |           |           |
| 2019 | Mindhunter (tv-serie)                                      |           |           |
| 2022 | This Much I Know to Be True (docu)                         |           |           |